# Муереаска де Сус (Валча)
Муереаска де Сус (рум. Muereasca de Sus) насеље је у Румунији у округу Валча у општини Муереаска. Oпштина се налази на надморској висини од 390 m.

## Становништво
Према подацима из 2002. године у насељу је живело 598 становника, од којих су сви румунске националности.